# أبو الحسن السلامي
أبو الحسن محمد بن عبد الله بن محمد القرشي المخزومي السلامِي (6 رجب 336هـ/22 يناير 948 - 4 جمادى الأول 393هـ/ 10 مارس 1003م) هو شاعر عربي عاش في العصر العباسي.

## سيرته
ولِدَ محمد بن عبد الله بن محمد في الكرخ، وهي بلدة في الجانب الغربي من بغداد، وكانت ولادته في السادس من رجب سنة 336هـ، ويعود نسبه إلى بني مخزوم من قبيلة قريش، ويلتقي نسبه بالوليد أخي خالد بن الوليد. انتقل محمد بن عبد الله في صغره إلى بغداد، ونشأ فيها، فأصبح يُنسب إليها. وكانت أمُّه الشاعرة عاتكة بنت محمد بن القاسم، وقد يكون لها أثر في ملكته الشعرية، فقال الشعر في صغره قرابة سنِّ العاشرة. وفي صباه انتقل إلى الموصل وتتلمذ هناك لدى الخالديين وأبي الفرج الببغاء وأبي الحسن التلعفري، ونال اعترافاً بشاعريته. ومن ثم انتقل إلى أصفهان وأقام هناك بصحبة الصاحب بن عباد، ومن هناك راسل ابن العميد في الري ومؤيد الدولة في شيراز. ثُمَّ زار شيراز ووفد على عضد الدولة بمساعدة الصاحب بن عباد، وهناك تقرَّب من عضد الدولة وذاع صيته وعُدَّ من ندمائه، وقال عنه عضد الدولة: «إذا رأيتُ السلامي في مجلسي ظننت أن عطارد قد نزل من الفلك إلي»، وبعد وفاة عضد الدولة ساءت أحواله، وتُوفِّي في الرابع من جمادى الأول سنة 393هـ.

## شعره
نظم السلامي القصيد والرجز، وتناول في شعره الغزل والخمريات والمجون، وله قصائد في الهجاء والمديح والعتاب، وأجاد الوصف ببراعة. يُعدُّ السلامي من أبرز شعراء القرن الرابع، ولم يخرج في مضمون شعره عن الأغراض الشعرية المعروفة في زمنه، وتميَّز أسلوبه بالمبالغة في الخيال والتشبيه. بلغ ديوان السلامي خمسين ورقة، وجمعه في العصر الحديث صبيح رديف ونُشِر بتحقيقه في بغداد في 1971، واستدرك عليه هلال ناجي في مجلة «الكاتب» في عددها الصادر في 1975.